# Румен Тинков
Румен Тинков е български футболист, вратар.

## Кариера
Тинков е юноша на частната школа Ботев 2002, която подхранва Спартак (Пловдив) с футболисти. При „гладиаторите“ Тинков записва мачове и за юношеските групи преди да започне да тренира с мъжете. В мъжкия отбор на Спартак дебютира през 2005 и се превръща в основен вратар на отбора до 2007. През лятото на 2007 г. заедно с двама от своите съотборници в Спартак Николай Павлов и Ивайло Димитров преминават в Локомотив (София). Там обаче само Димитров успява да се наложи и то не веднага. Тинков записва един мач за Локомотив и през 2011 г. напуска клуба като свободен агент. Преминава в Любимец, където записва също само една среща и от лятото на 2011 г. започва с Ботев.